# Rudolf Stahl
Rudolf Stahl, nemški rokometaš, * 11. februar 1912, † 7. junij 1984.
Leta 1936 je na poletnih olimpijskih igrah v Berlinu v sestavi nemške rokometne reprezentance osvojil zlato olimpijsko medaljo.